# 21270 Otokar
21270 Otokar este un asteroid din centura principală de asteroizi.

## Descriere
21270 Otokar este un asteroid din centura principală de asteroizi. A fost descoperit pe 19 iulie 1996 la Observatorul Kleť de Jana Tichá și Miloš Tichý. Asteroidul prezintă o orbită caracterizată de o semiaxă mare de 2,20 ua, o excentricitate de 0,22 și o înclinație de 7,4° în raport cu ecliptica.